# キダル
キダル（ティフィナグ文字: ⴾⴸⵍ, フランス語: Kidal）は、マリ北部のキダル州に位置する町、およびコミューン。またキダル州の州都である。コミューンは市街と31の村々からなる。ガオの北東285kmに位置する。2012年に独立を宣言したアザワド の実効支配地域に含まれていた。

## イスラム系武装勢力の動き
キダルとその軍事基地は2012年3月30日、アザワド解放民族運動（MNLA）に占領されたキダルの戦い。マリ軍のスポークスマンは「住民の生命保護のため、戦闘行為を停止した」と声明を発表した。MNLAはそれから48時間以内にガオ・トンブクトゥをも支配下に収め、4月6日にマリからの独立を宣言した（アザワド独立宣言）。しかし約3ヶ月後の6月27日のMNLAとイスラム軍事組織アンサル・ディーン間のガオの戦いの結果、MNLAはガオより駆逐され、アンサル・ディーンがキダルなどマリ北部を支配下に収めたと宣言した。
2013年1月、フランスがマリのイスラム系武装勢力に対して軍事介入を実施。キダルの武器庫などが空爆された。